# Tomás Marentes
Tomás Marentes Miranda (Tenabo, Campeche; 1904 - Ciudad de México, 1991) fue un político mexicano. Fue gobernador de Yucatán de 1952 a 1953. Ajeno a la realidad política yucateca e impuesto por el presidente Miguel Alemán Valdés en el cargo, debió abandonarlo al poco tiempo de tomar posesión por la presión de las fuerzas políticas locales ya siendo presidente de México Adolfo Ruiz Cortines, quien facilitó su sustitución por Víctor Mena Palomo.

## Datos biográficos
Campechano de nacimiento siguió el oficio de comerciante en Yucatán en donde dirigió un negocio de venta de alimento para ganado. Vivió más tarde en la Ciudad de México en donde conoció y desarrolló amistad personal con la familia Alemán. El presidente Alemán Valdés lo nombró gerente de la Lotería Nacional, cargo desde el que fue promovido al puesto de gobernador de Yucatán el año de 1952.
La imposición alemanista nunca fue bien vista en los medios yucatecos y desde su arribo, Marentes se encontró con graves dificultades de gobernabilidad. Intentó establecer la sede del gobierno en el Palacio Cantón en Mérida, Yucatán e inclusive pretendió hacer de la mansión, la residencia oficial del gobernador, ganándose el repudio de la sociedad yucateca.
A pesar de que al principio de su administración contó con el apoyo del gobierno federal, la crisis económica que entonces embargaba a Yucatán por la declinación de las exportaciones de henequén, entonces eje fundamental del desarrollo económico del estado, agravó la precaria estabilidad política de su gobierno y a los dieciséis meses escasos de haber llegado al poder público tuvo que pedir licencia definitiva para dejar su encargo, cuestión que fue facilitada porque había un nuevo presidente de México: Adolfo Ruiz Cortines, con cuyo apoyo nunca contó Marentes.
Después de su breve gestión retornó a la vida privada, trasladándose a la Ciudad de México, en donde murió a los 87 años.